# Biografielijst Wh

## Wha
- James Whale (1889-1957), Brits filmregisseur
- James Whale (1951-2025), Brits radio-dj, radiopresentator, podcastpresentator en schrijver
- Frank Whaley (1963), Amerikaans acteur, filmregisseur en scenarioschrijver
- Michael Whaley, Amerikaans acteur, filmproducent, filmregisseur en scenarioschrijver
- James Wharton (2006), Australisch autocoureur
- Ken Wharton (1916-1957), Brits autocoureur

## Whb
- Majalli Whbee (1954), Druzisch-Israëlisch politicus

## Whe
- Charles Wheatstone (1802-1875), Brits wetenschapper en uitvinder
- David Wheeler (1927-2004), Brits informaticus
- John Wheeler (1911-2008), Amerikaans natuurkundige
- Kylie Wheeler (1980), Australisch atlete
- Dana Wheeler-Nicholson (1960), Amerikaans actrice
- Douglas Wheelock (1960), Amerikaans astronaut, ingenieur en militair
- Julia Whelan (1984), Amerikaans actrice

## Whi
- Shea Whigham (1969), Amerikaans acteur
- George Hoyt Whipple (1878-1976), Amerikaans fysioloog en Nobelprijswinnaar
- Eric Whitacre (1970), Amerikaans componist, muziekpedagoog en dirigent
- Alexander Whitaker (1585-1616), Engels theoloog
- Denzel Whitaker (1990), Amerikaans acteur
- Forest Steven Whitaker (1961), Amerikaans acteur, producer en regisseur
- John Whitaker (1955), Brits springruiter
- Michael Whitaker (1960), Brits springruiter
- Robert Whitaker (1939-2011), Brits fotograaf
- Fatima Whitbread (1961), Brits atlete
- Joel Whitburn (1939-2022), Amerikaans schrijver
- Dave Whitcombe (1954), Engels darter
- Alan White (1949-2022), Britse drummer
- Alan White (1972) is een Brits drummer
- Arthur White (1933), Engels acteur
- Barry White, pseudoniem van Barry Eugene Carter, (1944-2003), Amerikaans soulzanger en muziekproducer
- Bernard White (1959), Amerikaans acteur, filmregisseur en scenarioschrijver
- Betty White (1922-2021), Amerikaans actrice en comédienne
- Bradley White, Amerikaans acteur, filmproducent en scenarioschrijver
- Brian J. White (1975), Amerikaans acteur, filmproducent, model, danser en effectenhandelaar
- Bukka White (?-1977), Amerikaans deltabluesgitarist- en zanger
- Charlie White (1987), Amerikaans kunstschaatser
- De'voreaux White (20e eeuw), Amerikaans acteur
- Edmund White (1940-2025), Amerikaans schrijver
- Eric Walter White (1905-1985), Brits bestuurder, componist, vertaler, redacteur, dichter en auteur
- Jeremy Allen White (1991), Amerikaans acteur
- Jerome Charles White, Jr., bekend als Jero, (1981), Amerikaans-Japans enka-zanger
- Jimmy White (1962), Engels snookerspeler
- Jo Jo White (1946-2018), Amerikaans basketballer
- Johnny White (1946-2014), Vlaams zanger
- Kelli White (1977), Amerikaans atlete
- Kenneth White (1936-2023), Brits (Schots) schrijver en dichter
- Liz White (1979), Brits actrice
- Matthew White (1974), Australisch wielrenner en ploegleider
- Miguel White (1909-1942), Filipijns atleet
- Pearl White (1889-1938), Amerikaans actrice
- Rex White (1929-2025), Amerikaans autocoureur
- Rhyan White (2000), Amerikaans zwemster
- Tarnee White (1981), Australisch zwemmer
- Tarra White (1987), Tsjechisch pornoactrice
- Welker White, Amerikaans actrice
- Willye White (1939-2007), Amerikaans atlete
- Ted Whiteaway (1928-1995), Brits autocoureur
- Graham Whitehead (1922-1981), Brits autocoureur
- Mark Whitehead (1961-2011), Amerikaans baanwielrenner
- Paxton Whitehead (1937-2023), Engels acteur, toneelregisseur en toneelschrijver
- Peter Whitehead (1914-1958), Brits autocoureur
- Bill Whitehouse (1909-1957), Brits autocoureur
- Brian Whitehouse (1936), Brits autocoureur
- Wildman Whitehouse (1816-1890), Engels chirurgijn en elektrotechnicus
- Beverley Whitfield (1954-1996), Australisch zwemster
- Charles Malik Whitfield (1971), Amerikaans acteur
- Mal Whitfield (1924-2015), Amerikaans atleet
- James Whitham (1966), Brits motorcoureur
- Ryan Whiting (1986), Amerikaans atleet
- Gough Whitlam (1916-2014), Australisch politicus
- Bobby Whitlock (1940-2025), Amerikaans toetsenist
- Harold Whitlock (1903-1985), Brits atleet
- Isiah Whitlock jr. (1954), Amerikaans acteur
- Simon Whitlock (1969), Australisch darter
- Eli Whitney (1765-1825), Amerikaans uitvinder
- Grace Lee Whitney (1930-2015), Amerikaanse actrice
- Hassler Whitney (1907-1989), Amerikaans wiskundige
- Josiah Whitney (1819-1896), Amerikaans geoloog
- Mary Watson Whitney (1847-1921), Amerikaans sterrenkundige
- Maurice Whitney (1909-1984), Amerikaans componist, muziekpedagoog en dirigent
- Willis Rodney Whitney (1868-1958), Amerikaans scheikundige
- Benjamin Whitrow (1937-2017), Brits acteur
- Robert H. Whittaker (1920-1980), Amerikaans ecoloog en taxonoom
- Roger Whittaker (1936-2023), Brits (schlager)zanger
- William Mark Whitten (1951), Amerikaans botanicus
- Michael Stanley Whittingham (1941), Brits scheikundige en Nobelprijswinnaar
- Bill Whittington (1949-2021), Amerikaans autocoureur
- Don Whittington (1946), Amerikaans autocoureur
- Lucinda Whitty (1989), Australisch zeilster
- Johnny Whitworth (1975), Amerikaans acteur en filmproducent
- Joseph Whitworth (1803-1887) Engels ingenieur, uitvinder en ondernemer

## Why
- Trevor John Whymark (1950-2024), Engels voetballer
- Edward Whymper (1840-1911), Brits bergbeklimmer, schrijver en illustrator
- Zack Whyte, Amerikaans jazz-bandleider